# Port de Maó
El Port de Maó, el segon port natural més gran d'Europa, està situat a l'extrem oriental de l'illa de Menorca, estratègicament ubicat al mig de la Mediterrània occidental. Al llarg dels segles ha estat motiu de conquestes i reconquestes de l'illa per part de les principals nacions europees. Actualment, combina una funció turística, amb l'arribada de nombrosos creuers durant tot l'any, i una funció industrial, ja que allotja una zona de descàrrega de materials diversos que abasteixen els habitants de l'illa.

## Descripció

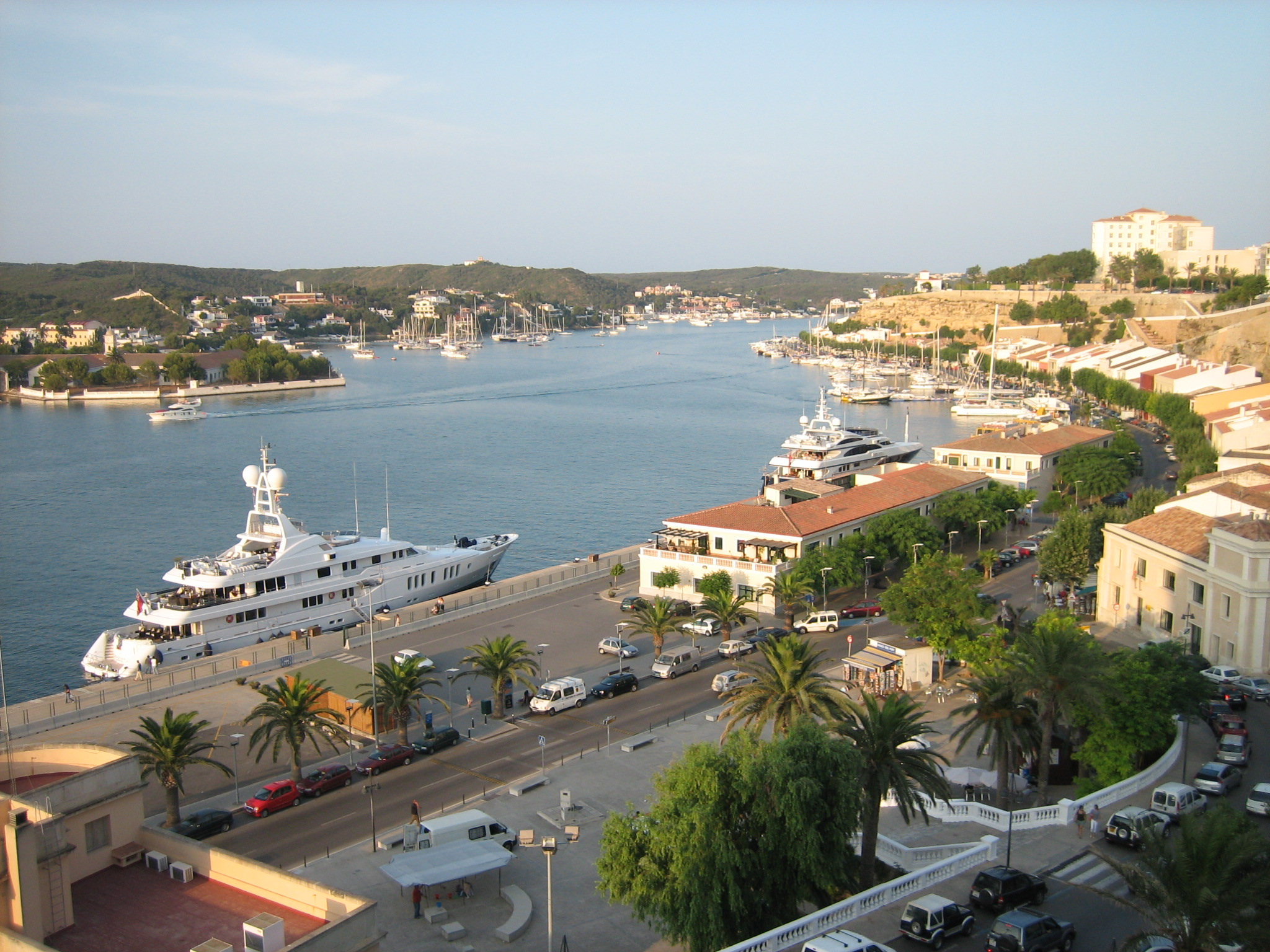
Vista del Port de Maó

A la vorera sud del port es troba la Ciutat de Maó i el poble d'Es Castell, ambdues poblacions disposen del seu passeig marítim, atracció turística assegurada per a tots els visitants de l'illa. En aquests espais es troben des de restaurants, bars de copes i botigues diverses fins a un casino de joc.
A la vorera nord del port es troba des d'una zona industrial per a descàrrega de vaixells, una central elèctrica i una zona militar fins a nombroses cases d'estiueig dels habitants de l'illa i residència de famosos d'arreu del món. Aquestes cases d'estiueig es reparteixen per les nombroses cales que trobem en aquesta costa nord del port: Cala Rata, Cala Partió, Sa Bassa i Cala Llonga entre d'altres.
Precisament a Sa Bassa trobem una de les cases més famoses de tot el port, es tracta de Venècia, una petita casa situada literalment dins de l'aigua i que recorda les cases venecianes, vet aquí el nom. Aquesta peculiar casa és famosa per haver estat residència d'estiu durant molts anys del multimilionari anglès Sir Richard Branson, amo de la discogràfica Virgin. De fet la casa mai va ser de Sir Richard Branson, simplement els seus pares tenien la concessió de la casa des de la dècada dels anys 60 perquè com que estava en territori marítimoterrestre públic el propietari és l'estat.
Seguint per la costa nord del port es localitza la Fortalesa de la Mola, fortalesa militar construïda sota el regnat d'Isabel II que avui dia es pot visitar com a reclam turístic.

## Illots
Dins el mateix port es troben quatre illots, el més gran en extensió és el Llatzaret de Maó, antiga península de Sant Felip que es convertí en illot amb els carreus del Castell de Sant Felip, que fou demolit després de la conquesta espanyola el 1781, per tal de ser utilitzat com a llatzaret. Actualment segueix essent propietat del Ministeri de Sanitat, serveix com a residència d'estiueig de funcionaris del ministeri i s'hi celebren simposis i congressos científics.
El segon illot és l'Illa del Rei en honor del rei Alfons III conquistador de Menorca l'any 1287. Actualment aquest illot està recuperant les seves edificacions a través de la Societat Amics de l'Illa del Rei.
En tercer lloc hi ha l'Illa Pinto, illot militar actualment en desús.
I el quart i més petit dels illots és l'Illa de la Quarantena, antic llatzaret del port i que més tard va passar a tenir funcions militars (actualment també en desús).

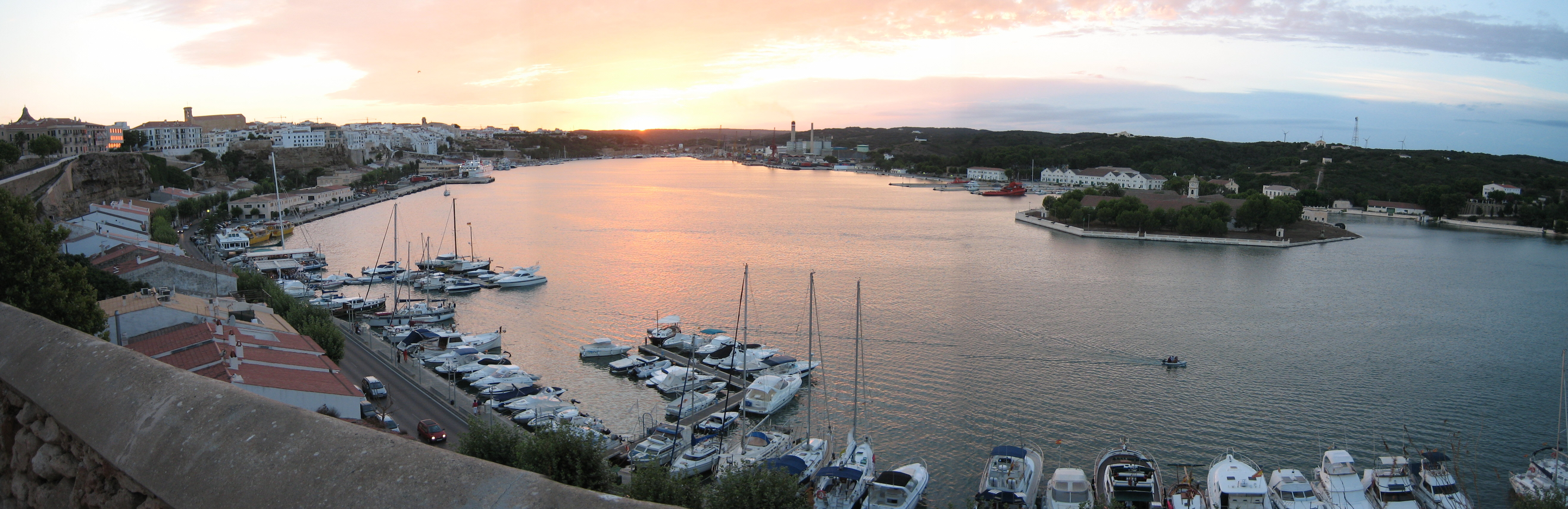
Panoràmica del Port de Maó

## El Port de Maó en l'actualitat
El Port de Maó segueix essent el port més gran i important de Menorca, actualment s'ha construït un dic exterior al port de ciutadella, el que ha fet que la majoria de companyies de transport de passatgers abandonessin el port de la ciutat de Maó, conservant aquest encara el transport de mercaderies i els creuers. La raó ha estat que Ciutadella queda un poc més a prop de les principals ciutats amb què les navilieres i companyies connecten Menorca, com són Barcelona, Mallorca i València, així i tot encara perduren les rutes Palma-Maó, València-Maó i alguna ruta Barcelona-Maó.
El futur del port de Maó està en els creuers, que concentraran la principal activitat portuària en el futur, juntament amb la esportiva, els iots i les mercaderies.
Els principals usos del port de Maó en l'actualitat són de caràcter turístic, amb un gran nombre d'amarraments a les diferents marines i ports esportius del port, tots ells naturals (a diferència d'eivissa i palma), concentrant tendes, boutiques de mar, restaurants, un casino i un club marítim al moll de llevant.

## Els ascensors del port
L'any 2013 es va inaugurar una estructura a la zona de "sa punta" amb un ascensor panoràmic amb capacitat per a 16 persones i unes escales. Així mateix vora ell s'inaugurà un pàrquing per així poder descongestionar el port i a la vegada dinamitzar-lo. En poc menys d'un any ja havia fet 120000 viatges.
El segon ascensor ara en construcció.Ha vingut acompanyat de un debat sobre si construir-hi un o en el seu lloc instal·lar unes escales mecàniques vores les antigues escales ja existents,al final s'ha optat per la primera opció.
Està situat al penya segat de "ses voltes" en el costat del Mercat des Claustre. Per fer-ho possible l'ajuntament adquirí una antiga nau,lloc on està projectada una petita plaça que donarà accés al ascensor. Es preveu que comenci a funcionar a finals de 2019 o inicis del 2020.

## Restaurants
Al port de Maó s'hi poden trobar diferents restaurants, que són referència a Maó i famosos a Menorca, com La Minerva, un històric restaurant amb un menjador flotant, o Il Porto, en un entorn molt privilegiat, ofereixen especialitats de l'illa i especialitats italianes i internacionals, també s'hi troben restaurants francesos, holandesos, alemanys, espanyols, grecs, anglesos i americans.

## Cala Llonga
Cala Llonga és una cala i una urbanització de luxe situada a la riba nord del port de Maó, amb magnífiques vistes a la ciutat, des d'on també s'anomena "S'altra Banda" col·loquialment.
A Cala Llonga s'hi troba un hotel de 4 estrelles luxe i molts xalets de luxe, és una urbanització privada i en ella hi resideixen diversos famosos.

## Residències de megamilionaris al port de Maó
A Menorca hi resideixen molts milionaris, però ningú ho sap, és això una de les coses que fa a Menorca especial i secreta.
Al Port de Maó hi resideixen durant tot l'any nombrosos iots que pertanyen a multi-milionaris, alguns jubilats, i que tenen la seva pròpia zona d'entrada i, per descomptat, la seva pròpia tripulació i majordoms.
La gran majoria d'aquests grans vaixells es concentra en una zona molt exclusiva del port, decorada amb petites palmeres, plantes, fonts, bancs i pantalans amb estil únic i glamurós; principalment pertanyen a Britànics, Holandesos i Francesos.
Així mateix a 's altra banda' trobam grans xalets de famosos espanyols, en la seva majoria, tot i que hi ha estrangers que passen el seu estiu a l'illa